# 長野県営上田野球場
長野県営上田野球場（ながのけんえい・うえだやきゅうじょう）は、長野県上田市の上田古戦場公園内にある野球場。施設所有者は長野県となっており、運営管理は指定管理者として上田市が行っている。

## 歴史
1996年（平成8年）9月完成。以後、高校野球などアマチュア野球公式戦が行われている。2007年（平成19年）からはベースボール・チャレンジ・リーグの信濃グランセローズの主催試合が年に5試合程度実施されている。
1998年（平成10年）に第80回全国高等学校野球選手権大会の長野県大会でメイン開催球場となって以降、県営上田球場は松本市野球場と共に県内高校野球公式戦のメイン球場として使用されており、松本は中南信地区の、上田は東北信地区のそれぞれメイン球場となっている。

## 施設概要
- 内野：クレー舗装、外野：天然芝
- 両翼：95m、中堅：120m
- 照明設備：6基
- 収容人員：18,000人（内野：座席、外野：芝生）

## 交通
- しなの鉄道しなの鉄道線・上田電鉄別所線 上田駅温泉口からタクシーで約10分。
- 高校野球等開催時は、上田駅温泉口から臨時バス運行あり。